# Biografielijst Ez

## Eza
- Saeid Ezatolahi (1996), Iraans voetballer

## Eze
- Frederik van Heeckeren van der Eze (+1386), Nederlands ridder en heer tot Rhaan
- Ezechiël, profeet (Hebreeuwse Bijbel)
- Imoh Ezekiel (1993), Nigeriaans voetballer
- William (Will) Ezell (1896), Amerikaans boogiewoogie-, blues- en ragtime-pianist

## Ezp
- Miguel Lino de Ezpeleta (1701-1771), Spaans geestelijke, gouverneur en bisschop op de Filipijnen

## Ezq
- Federico Ezquerra (1909-1986), Spaans wielrenner
- Santiago Ezquerro Marín (1976), Spaans voetballer

## Ezr

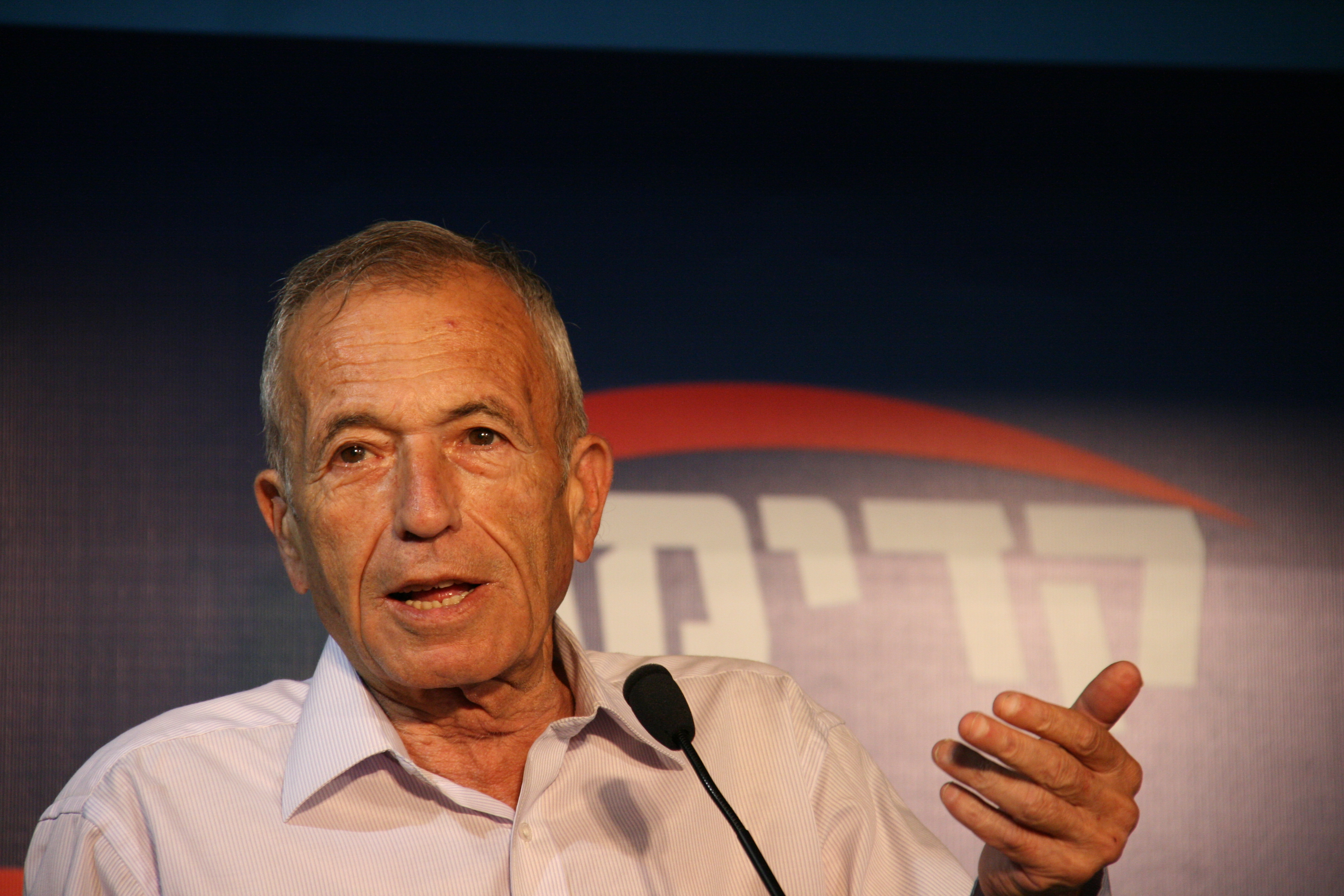
Gideon Ezra

- Avraham ben Meir ibn Ezra, bekend als Ibn Ezra, (1089-ca. 1164), Spaans rabbijn, Thoraverklaarder, paitan (Oud-Hebreeuws dichter), filosoof, astronoom, astroloog en geneesheer
- Ezra, priester (Hebreeuwse Bijbel)
- Gideon Ezra (1937-2012), Israëlisch politicus en veiligheidsbeambte

## Ezw
- Abdesalam Kames Ezwae (1974), Libisch voetballer

## Ezz
- Ezzo (ca. 955-1034), paltsgraaf van Lotharingen